# Masoveria de Can Martí-Martí
La Masoveria de Can Martí-Martí és un edifici del municipi de Sant Andreu de Llavaneres (Maresme) inclosa en l'Inventari del Patrimoni Arquitectònic de Catalunya.

## Descripció
És una casa de pagès de dos cossos, un de principal a la dreta i un celler a l'esquerra, i distribuïda en dos pisos. Presenta coberta a dos vessants. A la façana principal hi ha el portal d'entrada, d'arc de mig punt format per onze dovelles allargades. Al costat hi ha una altra porta coberta amb llinda de fusta. Al primer pis s'obren dues finestres de pedra, una d'elles amb festejadors a la part interior i espitlleres de defensa.
Davant de la casa hi ha una era de batre i una cort per al bestiar.

## Història
El primer de maig de 1543, el rei Carles I d'Aragó va signar el privilegi pel qual les parròquies de Sant Andreu i Sant Vicenç de Llavaneres podien constituir universitat pròpia, és a dir, ajuntament, i escollir batlle per elles mateixes.
En aquests primers anys d'independència municipal es construí un nou temple parroquial, entorn del qual s'assentaren nombroses masies escampades pel sector muntanyós.
La masia data del segle xvii.